# Fricot (plat acadien)
Pour les articles homonymes, voir Fricot.

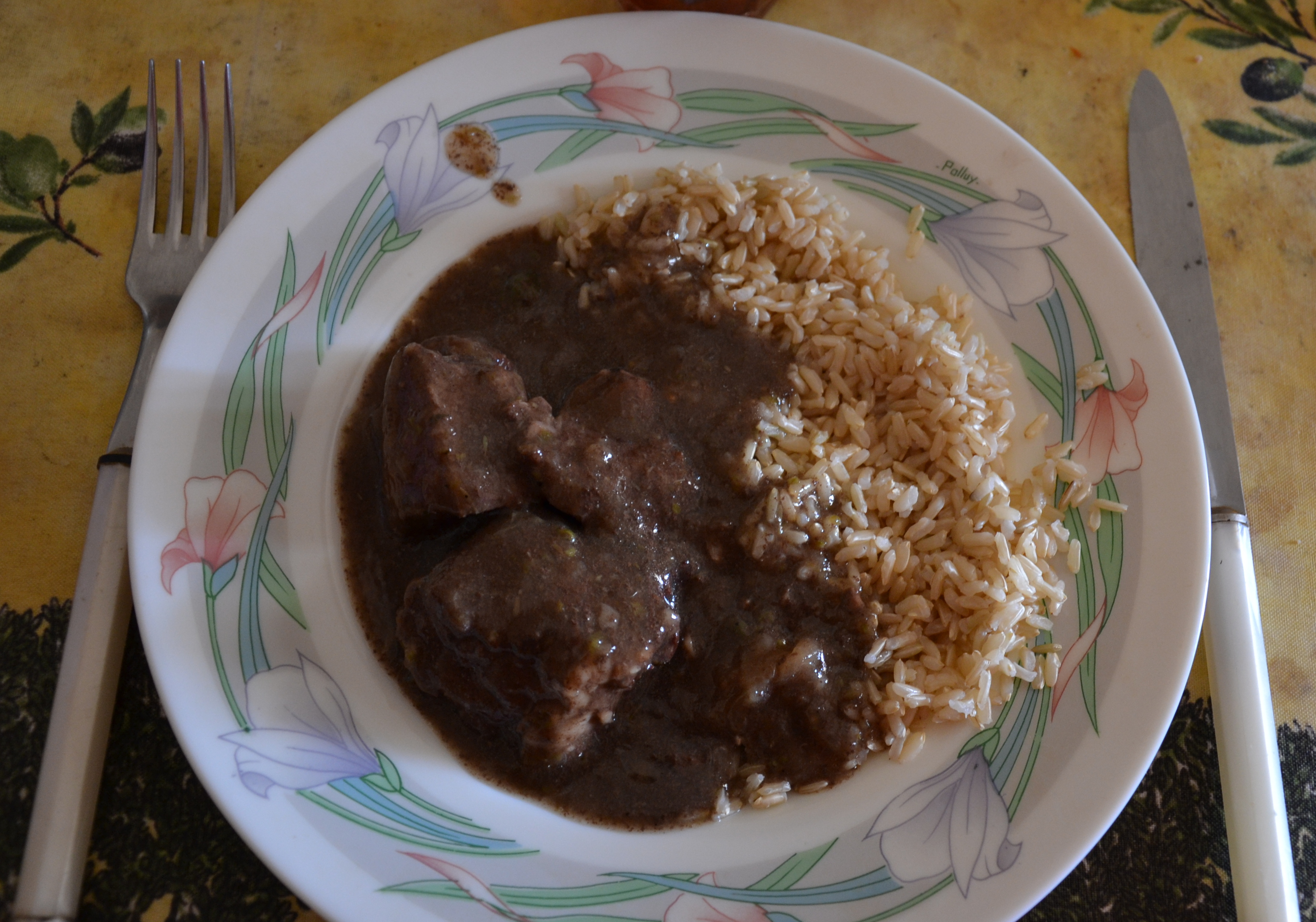
Assiette de fricot

Le fricot est un plat traditionnel acadien. Le mot « fricot » a ses origines au XVIIIe siècle, en France, où il a été utilisé pour signifier un festin. Au siècle suivant, il a évolué pour signifier un « ragoût de viande », et plus tard encore, il est utilisé pour désigner les aliments préparés. Dans son livre "Une vie, un pays, Noirmoutier", Couthouis-Masselin (p. 22) parle d'un fricot avec des pommes de terre, des pruneaux et une poule qui ne pondait plus. Cela se passe donc à L'Épine sur l'île de Noirmoutier, dans l'ouest de la France, non loin de Nantes, au début du 20e siècle.
Les principaux ingrédients sont les pommes de terre, les oignons, et n'importe quelle viande disponible, cuits en ragoût et garnis avec des boulettes confectionnées avec le bouillon du plat et de la farine. Les plus communes des viandes sont le poulet (fricot au poulet), le lapin (fricot au lapin des bois), le bœuf ou le porc ; on trouve aussi une variante aux palourdes (fricot aux coques).
Quand le poulet est utilisé, c'est traditionnellement un vieux poulet. Ceci explique le long temps de cuisson, puisqu'un vieux poulet a une chair plus coriace.